# 雙龍里
雙龍里，是中華民國臺中市西區轄下之一里。

## 歷史
雙龍里地區自清領末期始轄於後壠仔庄。1905年，臺灣總督府於人口普查時整併街庄，另設轄於街庄下之「土名」，雙龍里段遂屬於轄於後壠子庄之沙封聚落。
中華民國政府遷台後，於原後壠子設十一「龍」里，分別為和龍、平龍、元龍、民龍、福龍、後龍、靖龍、雲龍、永龍、安龍、吉龍。民國91年2月，臺中市行鄰里合併，遂將原部分靖龍里與雲龍里併為「雙龍里」。

## 設施

### 中央政府機關
- 中華民國審計部教育農林審計處
- 財政部中區國稅局暨民權稽徵所
- 法務部調查局臺中市調查處

### 國營企業
- 中華郵政臺中市英才郵局
- 台灣菸酒公司

### 教育
- 臺中市立向上國民中學
- 國立臺中教育大學英才校區
- 國立臺中教育大學學人會館

### 公共設施
- 模範市場
- 草悟道-經國綠園道 (公正路至英才路589巷段)

### 信仰中心
- 英才福德廟
- 財團法人台灣省台中市基督徒模範村禮拜堂
- 臺中英才路四面佛

## 學區

### 國民小學
中正國小 (全里) 

### 國民中學
向上國中 (全里) 

## 交通

### 臺中市市區公車

#### 英才向上北路口
- 27號 (雙向)
- 51號 (雙向)

#### 英才郵局
- 5號 (雙向)
- 51號 (雙向)

#### 向上英才路口
- 27號 (雙向)
- 290號 (雙向)

#### 英才公益路口
- 51號 (雙向)

### iBike站點

#### 民生英才路口
- 站點位置 : 民生路/英才路口[4]
- 可借車輛 : 25輛
- 可停空位 : 18輛

#### 經國園道
- 站點位置 : 向上路一段/英才路口[4]
- 可借車輛 : 39輛
- 可停空位 : 19輛